# Saurornitholestinae
Los saurornitolestinos (Saurornitholestinae) son una subfamilia extinta de dromaeosáuridos. Los saurornitolestinos actualmente incluyen tres especies:  Atrociraptor marshalli,  Bambiraptor feinbergorum y  Saurornitholestes langstoni. Todos son dinosaurios de tamaño mediano que vivieron a finales del Cretácico de América del Norte occidental. El grupo fue reconocido originalmente por Longrich y Currie como un taxón hermano del clado formado por los Dromaeosaurinae y Velociraptorinae. Sin embargo, no todos los análisis filogenéticos han recuperado este grupo. En estos casos, sus géneros se añaden a Velociraptorinae.

## Géneros
Esta subfamilia contiene los siguientes géneros:
- Saurornitholestes
- Bambiraptor
- Atrociraptor